# Жан-Клод Бержерон
Жан-Клод Жозеф Бержеро́н (фр. Jean-Claude Joseph Bergeron; 14 жовтня 1968, м. Отерів, Канада) — канадський хокеїст, воротар.    
Виступав за «Шовініган Катарактс» (QMJHL), «Нью-Гейвен Найтгокс» (QMJHL), «Шербрук Канадієнс» (АХЛ), «Монреаль Канадієнс», «Фредеріктор Канадієнс» (АХЛ), «Пеорія Рівермен» (ІХЛ), «Тампа-Бей Лайтнінг», «Атланта Найтс» (ІХЛ), «Лос-Анджелес Кінгс», «Фінікс Роудраннерс» (ІХЛ).
В чемпіонатах НХЛ — 174 матчі, у турнірах Кубка Стенлі — 11 матчів.
Досягнення
- Володар Кубка Тернера (1994)

Нагороди
- Пам'ятна нагорода Гаррі Голмса (1990)
- Пам'ятна нагорода База Бастьєна (1990)
- Трофей Джеймса Норріса (1994)